# CK Волопаса
CK Волопаса (лат. CK Boötis), HD 128141 — тройная звезда в созвездии Волопаса на расстоянии приблизительно 399 световых лет (около 122 парсеков) от Солнца.
Пара первого и второго компонентов — двойная затменная переменная звезда типа W Большой Медведицы (EW)**. Видимая звёздная величина звезды — от +9,25m до +8,95m. Орбитальный период — около 0,3552 суток (8,5237 часа).

## Характеристики
Первый компонент — жёлто-белая звезда спектрального класса F8, или F7-F8V, или F7V, или F0. Масса — около 1,386 солнечной, радиус — около 1,448 солнечного, светимость — около 2,716 солнечных. Эффективная температура — около 6150 K.
Второй компонент — жёлто-белая звезда спектрального класса F. Масса — около 0,154 солнечной, радиус — около 0,586 солнечного, светимость — около 0,434 солнечной. Эффективная температура — около 6163 K.
Третий компонент — коричневый карлик. Масса — около 57,95 юпитерианских. Удалён на 1,632 а.е..